# Roaring Springs
Roaring Springs è un comune (town) degli Stati Uniti d'America della contea di Motley nello Stato del Texas. La popolazione era di 234 abitanti al censimento del 2010.

## Geografia fisica
Roaring Springs è situata a 33°54′03″N 100°51′28″W (33.900716, -100.857640).
Secondo lo United States Census Bureau, la città ha una superficie totale di 2,75 km², dei quali 2,75 km² di territorio e 0 km² di acque interne (0% del totale).

## Società

### Evoluzione demografica
Secondo il censimento del 2010, la popolazione era di 234 abitanti.

### Etnie e minoranze straniere
Secondo il censimento del 2010, la composizione etnica della città era formata dal 94,44% di bianchi, lo 0% di afroamericani, il 3,42% di nativi americani, lo 0% di asiatici, lo 0% di oceanici, l'1,71% di altre razze, e lo 0,43% di due o più etnie. Ispanici o latinos di qualunque razza erano il 7,26% della popolazione.